# Parque da Praia (Pärnu)

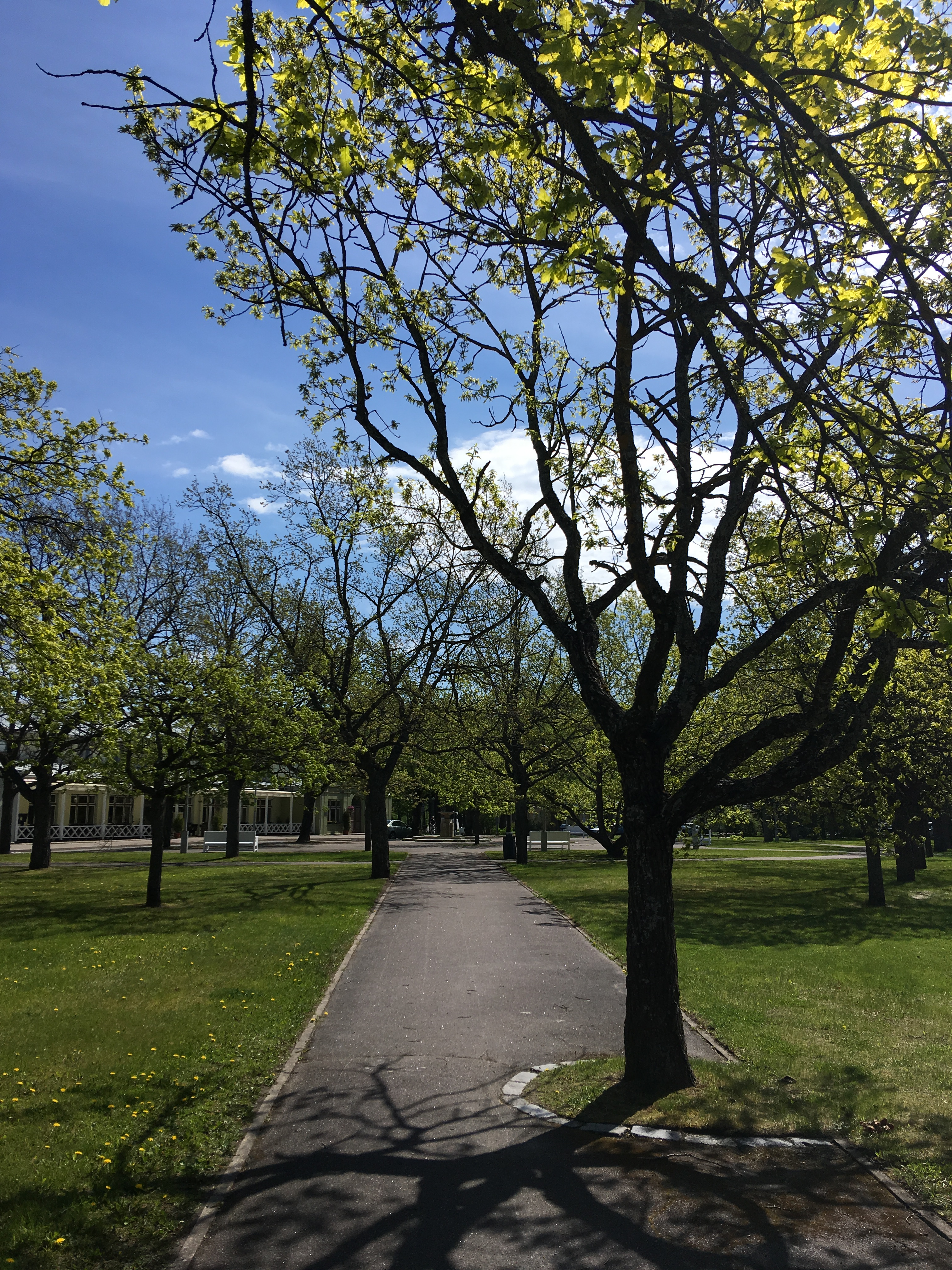
Parque da Praia

O Parque da Praia (Pärnu) (em estoniano:  Pärnu rannapark) é um parque perto da baía de Pärnu, administrativamente em Pärnu, na Estónia. Tendo em conta a sua riqueza de espécies, este parque é o segundo parque municipal da Estónia. O parque é uma área popular para caminhadas e recreação. A sua área é de 45 ha.
O parque foi estabelecido em 1882.
Em 1960 ocorreram grandes obras de renovação e em 2010 a parte leste do parque foi reconstruída.
No parque estão localizados, por exemplo, os banhos de lama de Pärnu, o Hotel da Praia de Pärnu, o Salão da Praia e a Ammende Villa.